# Larghissimo
Larghissimo (soms ook geschreven als largissimo) is een van oorsprong Italiaanse muziekterm die het tempo aangeeft waarin gespeeld moet worden. Larghissimo betekent "zeer, zeer breed". Larghissimo is een van de langzaamste tempi in de muziek. Het bijbehorende metronoomgetal is 20 of lager, wat betekent dat wanneer een muziekstuk in dit tempo wordt gespeeld, één metrische puls (bijvoorbeeld de kwartnoot) ongeveer 1/20e minuut (drie seconden) duurt.
Er is een aantal tempo-aanduidingen sterk verwant aan larghissimo, dit zijn:
- Largo, tempo waarvan larghissimo is afgeleid, is sneller dan larghissimo.
- Largamente, betekent vrijwel hetzelfde als largo.
- Larghetto, minder langzaam dan largo.